# Calle de los Estudios
La calle de los Estudios es una vía pública de la ciudad española de Madrid, situada en el barrio de Embajadores, distrito Centro, que une la calle de Toledo, al norte, con la plaza de Cascorro, al sur. Debe su nombre a la primitiva Casa de los Estudios de la Villa de Madrid creada en 1569, y regida por la Compañía de Jesús, continuando el espíritu y tradición del antiguo Estudio de la Villa. Ha tenido por otros nombres calle de San Dámaso, calle del Estudio y calle de los Estudios de San Isidro.

## Historia
Aparece en el plano de Texeira, de 1656, como calle del Estudio y como calle de San Dámaso en el de Antonio Espinosa de los Monteros de 1769. Hay antecedentes de construcciones particulares desde 1774.
Con su nacimiento en la calle de Toledo, a la altura del Instituto de San Isidro (en el número 2), la vía empieza a tener vida a partir del siglo xvi con la apertura de la Casa de los Estudios hacia 1569 como fundación docente y precedente del Colegio Imperial, fundado en 1603 con el legado de la emperatriz emperatriz María de Austria (hija de Carlos V y mujer de Maximiliano II de Austria). Inicialmente, la institución puso en funcionamiento las aulas de Latinidad y Retórica con matrícula gratuita. En 1625, Felipe IV promovió nuevas obras, confiadas asimismo a los jesuitas, inicialmente encargados de la gestión y explotación del centro conocido sucesivamente como Casa de los Estudios, Colegio Imperial, Colegio Imperial de la Compañía de Jesús o Colegio de San Pedro y San Pablo de la Compañía de Jesús en la Corte, o Reales Estudios de San Isidro. En 1752 Fernando VI promocionó una nueva aula de Matemáticas. Tras la expulsión de los jesuitas, Carlos III estableció quince cátedras –concedidas por oposición, a diferencia de lo estipulado durante el mandato jesuita– inauguradas el 21 de octubre de 1771, y cuya dirección fue encomendada al ministro del Consejo de Castilla, Manuel de Villafaña; también se decidió cambiar el carácter de la biblioteca, abriéndose como biblioteca pública, al cuidado de dos bibliotecarios y el personal de servicio necesario. Pero en 1815, Fernando VII entregó de nuevo la institución y el edificio a los jesuitas que salieron y entraron siguiendo las vicisitudes del reinado del “rey Felón”.
Hacia 1889, Peñasco y Cambronero sitúan en esta calle la antigua Escuela de Arquitectura (que hasta 1844 había estado bajo la tutela de la Real Academia de San Fernando), funcionando desde 1857 como centro dependiente de la universidad Central.
En el primer tercio del siglo xx, Répide la describe como rincón típico y pintoresco con sus comercios de ropavejeros y muebles de pino. En el siglo xxi es una de las venas que desembocan en el corazón del Rastro de Madrid.

## Ilustres vecinos
Además de los profesores y alumnos que frecuentaron esta calle, también se documenta que habitaron temporalmente en ella personajes como el pintor romántico Leonardo Alenza (hacia 1817).